# 15th Street-Prospect Park
15th Street-Prospect Park (IPA: [fɪfˈtinθ strit ˈprɑspɛkt pɑrk]) è una fermata della metropolitana di New York situata sulla linea IND Culver. Nel 2015 è stata utilizzata da un totale di 2 011 237 passeggeri.

## Storia
La stazione venne aperta il 7 ottobre 1933, come parte del prolungamento della linea IND Culver compreso tra le stazioni di Bergen Street e Church Avenue. Il 27 luglio 2005 la stazione fu inserita nel National Register of Historic Places, per la sua rilevanza come esempio di architettura Art déco.

## Strutture e impianti
15th Street-Prospect Park è una fermata sotterranea con due binari e una banchina ad isola che presenta una leggera curvatura. Il mezzanino si sviluppa per tutta la lunghezza della stazione, assecondando la curvatura del piano binari.
È situata circa 30 metri a est di Prospect Park West, in parte sotto Prospect Park e in parte sotto proprietà private, e possiede un totale di cinque ingressi: due presso l'incrocio tra Prospect Park West, 15th Street e Bartel-Pritchard Square, due presso l'incrocio tra Prospect Park Southwest e Bartel-Pritchard Square e uno su 16th Street.

## Movimento
La stazione è servita dai treni di due linee della metropolitana di New York:
- Linea F Sixth Avenue Local, sempre attiva;[6]
- Linea G Crosstown Local, sempre attiva.[7]

## Interscambi
La stazione è servita da diverse autolinee gestite da NYCT Bus.
- Fermata autobus